# WISDOM feat.ILL-BOSSTINO,EMI MARIA
「WISDOM feat.ILL-BOSSTINO,EMI MARIA」（ウィズダム）は、2009年12月23日に発売されたSEEDAの1枚目のシングル。

## 概要
- ラッパーとしての活動復帰後初となる作品で、SEEDAとして初めてのシングルである。ILL-BOSSTINOとEMI MARIAが楽曲に参加している。収録曲は1曲のみで、税込315円という低価格で発売された[2]。
- トラックメイキング、レコーディング、ミックスはOHLDが担当。マスタリングを担当したのはOHLDの実の兄であるTANBOOである[2]。
- SEEDA、ILL-BOSTINO、EMI MARIAそれぞれの出身地である東京、札幌、神戸の三都市のスポットで、拡張現実を使った先行視聴が行なわれた[3]。
- シングル・アルバム通じ初のオリコントップ10入りを果たし、デイリーチャートでは5位を記録している[4]。

## 収録曲
| #  | タイトル                               | 作詞                           | 作曲 |
| -- | -------------------------------------- | ------------------------------ | ---- |
| 1. | 「WISDOM feat.ILL-BOSSTINO,EMI MARIA」 | SEEDA, ILL-BOSSTINO, EMI MARIA | OHLD |